# Szivárványsügér
A szivárványsügér (Herotilapia multispinosa, korábban Archocentrus multispinosus) a sugarasúszójú halak (Actinopterygii) osztályának sügéralakúak (Perciformes) rendjébe, ezen belül a bölcsőszájúhal-félék (Cichlidae) családjába tartozó faj.

## Rendszertani besorolása
A halat először a Herotilapia nembe helyezték, de később Juan Schmitter-Sotónak köszönhetően a szivárványsügért áthelyezték az Archocentrus nembe. 2008-ban, Oldrich Rican kutatásai szerint a szivárványsügér közelebbi rokonságban áll a Rocio octofasciatával és az Astatheros-fajokkal, semmint az Archocentrus többi fajával, emiatt javasolja, hogy a halat tegyék vissza a Herotilapia nembe. 2015-ben ezt a halat visszahelyezték a Herotilapia nembe, Herotilapia multispinosa név alatt. A visszaállított nemének az egyetlen faja.

## Előfordulása
A szivárványsügér közép-amerikai édesvízi halfaj. Ez a bölcsőszájú hal Hondurasban, Nicaraguában és Costa Ricában őshonos. Akváriumból kiengedett példányai megtelepedtek a Hévízi-tóban és az abból kifolyó csatornában.

## Megjelenése
A szivárványsügér igen kedvelt akváriumi hal. A hal színe általában narancsszínű és aranysárga, de a pikkelyekről visszaverődő napfény újabb, szivárványszerű színeket ad a halnak. A szivárványsügér állapotának megfelelően képes a színét változtatni. Mivel általában csak 9 centiméter hosszú - néha 17 centiméteres is lehet-, és a többi közép-amerikai bölcsőszájúhaltól eltérően békés természetű, számos akváriumtulajdonos szeretné a gyűjteményébe.

## Életmódja
A hal megtalálható az iszapos tavak és mocsarak fenekén, ahol specializálódott fogainak segítségével találja meg a táplálékául szolgáló algákat. A szivárványsügér a 7,0–8,0 pH-értékű, 9–20 nk°-ú (német keménységi fokú) és a 21–36 Celsius-fokos hőmérséklet tartományban lévő vizet kedveli.

## Szaporodása
E halak jó szülők. Az ikrákat a vízfenékre rakják. Az ikrákat és az ivadékot mindkét szülő védi.

## Fordítás
- Ez a szócikk részben vagy egészben  a   Rainbow cichlid című angol Wikipédia-szócikk ezen változatának fordításán alapul.  Az eredeti cikk szerkesztőit annak laptörténete sorolja fel. Ez a jelzés csupán a megfogalmazás eredetét és a szerzői jogokat jelzi, nem szolgál a cikkben szereplő információk forrásmegjelöléseként.